# Selvazzano Dentro
Selvazzano Dentro ist eine nordostitalienische Gemeinde (comune) mit 22.866 Einwohnern (Stand 31. Dezember 2023) in der Provinz Padua in Venetien. Die Gemeinde liegt etwa fünf Kilometer westsüdwestlich von Padua am Bacchiglione.

## Geschichte
Grabungsfunde deuten auf eine erste Besiedlung in der Bronzezeit (ca. 12. Jahrhundert vor Christus) hin. In der Antike und im Mittelalter wird von hier aus auf dem Bacchiglione getreidelt. Mit dem Erstarken der Republik Venedig wird Selvazzano Dentro 1405 Teil des Herrschaftsgebietes. 

## Verkehr
Die Strada Statale 250 (von Due Carrare) endet hier. 